# 102 år i hjärtat av Europa
102 år i hjärtat av Europa är en svensk dokumentärfilm från 1998 i regi av Jesper Wachtmeister. Den består av en intervju som journalisten Björn Cederberg gör med den tyske författaren, filosofen och krigsveteranen Ernst Jünger (1895-1998). Jünger berättar om sitt liv, sitt författarskap och sina intressen och idéer. Skådespelaren Mikael Persbrandt läser utdrag ur några av Jüngers verk, som I stålstormen, Der Arbeiter, På marmorklipporna och Glasbin.
Cederberg hade intervjuat Jünger åtta år tidigare men enbart i text. Jünger hade tackat nej till att medverka i filmprojektet, men filmskaparna valde att ändå åka till byn Wilflingen, där Jünger bodde, och göra ett försök. De skänkte en 1700-talsutgåva av Carl von Linnés Systema naturae till den botaniskt och zoologiskt intresserade Jünger och fick sin intervjuförfrågan beviljad.